# Borgone Susa
Borgone Susa (piemontesisch Borgon, frankoprovenzalisch Burgùn, französisch Bourgon) ist eine Gemeinde in der italienischen Metropolitanstadt Turin (TO), Region Piemont.

## Lage und Einwohner
Borgone Susa liegt 40 km westlich von Turin, im Susatal am Dora Riparia, und ist Mitglied in der Bergkommune Comunità Montana Bassa Valle di Susa e Val Cenischia. Der Ort liegt auf einer Höhe von 394 m über dem Meeresspiegel. Das Gemeindegebiet umfasst eine Fläche von 5,01 km² und hat 2213 Einwohner (Stand 31. Dezember 2023).
Die Nachbargemeinden sind Condove, San Didero, Villar Focchiardo und Sant’Antonino di Susa.

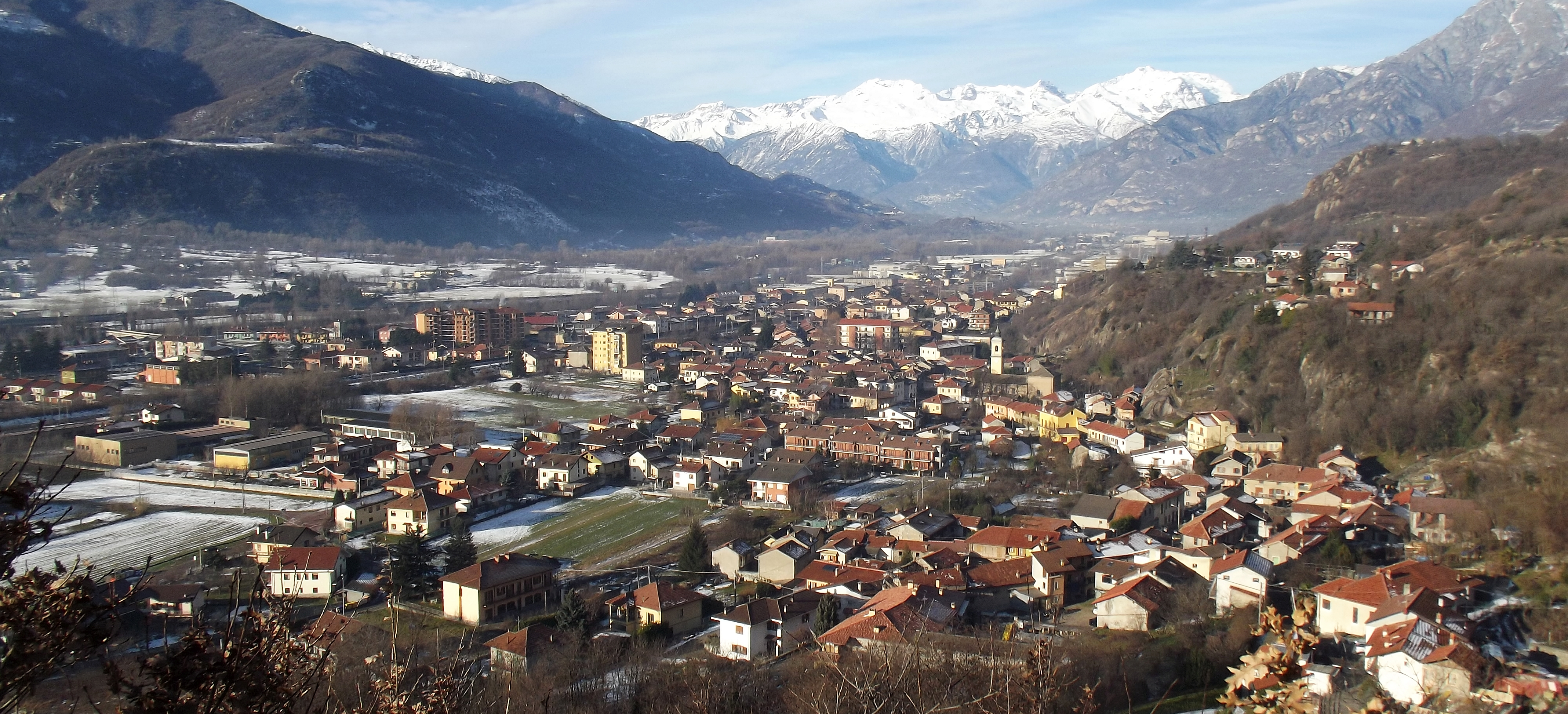
Panorama